# Florence (Teksas)
Florence – miasto w Stanach Zjednoczonych, w stanie Teksas, w hrabstwie Williamson.